# 1969년 뉴질랜드 총선
1969년 뉴질랜드 총선은 전체 84석의 뉴질랜드 대의원 의원들을 선출하기 위해 1969년 11월 29일 진행되었다. 84개의 선거구에서 단순다수제에 기반하여 의원을 선출하였다. 선거 결과 국민당이 45석을 얻어, 39석을 얻은 노동당을 꺾고 원내 1당 위치를 유지하였다.

## 선거 결과
| 정당      | 정당                | 득표수    | 득표율 | 의석 |
| --------- | ------------------- | --------- | ------ | ---- |
|           | 뉴질랜드 국민당     | 605,960   | 45.22  | 45   |
|           | 뉴질랜드 노동당     | 592,055   | 44.18  | 39   |
|           | 뉴질랜드 사회신용당 | 121,576   | 9.07   | -    |
| 기타 정당 | 기타 정당           | 20,577    | 1.54   | -    |
| 전체      | 전체                | 1,340,168 | -      | 84   |